# Саласко
Саласко (итал. Salasco) — коммуна в Италии, располагается в регионе Пьемонт, в провинции Верчелли.
Население составляет 251 человек (2008 г.), плотность населения составляет 21 чел./км². Занимает площадь 12 км². Почтовый индекс — 13040. Телефонный код — 0161.
Покровителем коммуны почитается святой апостол Иаков Старший, празднование 25 июля.

## Демография
Динамика населения:

## Администрация коммуны
- Официальный сайт: